# Ngô Huy Biên
Ngô Huy Biên (sinh 1927) là một sĩ quan cấp cao trong Quân đội nhân dân Việt Nam, hàm Thiếu tướng, Phó Giáo sư, Tiến sĩ Khoa học Quân sự, từng giữ chức Tư lệnh Sư đoàn 472 Bộ Tư lệnh 559; Trưởng phòng huấn luyện Học viện Quân sự cấp cao

## Thân thế và sự nghiệp
Ông quê tại thôn Ngọc Lập,xã phùng chí kiên, huyện Mỹ Hào, tỉnh Hưng Yên.
Tháng 3 năm 1945, ông tham gia Đội tuyên truyền xung phong thành phố Hà Nội.
Tháng 5 năm 1945, chuyển về Đội vũ trang tuyên truyền Việt Minh, huyện Cẩm Giàng, tỉnh Hưng Yên thuộc Đệ tứ Chiến khu Đông Triều.
Ngày 17 tháng 8  năm 1945, ông tham gia giành chính quyền ở huyện Cầm Giàng, là Chính trị viên Đại đội Đề Thám.
Tháng 11 năm 1945, ông được điều về làm trung đội trưởng rồi đại đội phó (11.1947) Đại đội Ký con.
Tháng 12 năm 1949, ông là đại đội trưởng Mặt trận Hà Nội
Tháng 10.1950, đại đội trưởng Đại đội 737 Tiểu đoàn 884 Trung đoàn 48
Tháng 12.1951, tiểu đoàn trưởng Tiểu đoàn 337 Trung đoàn 52 Đại đoàn 320
Tháng 12.1952, đi học chỉnh huấn khóa 7 Bộ Quốc phòng
Tháng 3.1953, được cử đi học pháo cao xạ ở Trung Quốc
Tháng 8.1953, tham mưu trưởng Tiểu dodàn 392 Trung đoàn pháo cao xạ 367 Đại đoàn pháo binh 351
Tháng 11.1953, tiểu đoàn trưởng Tiểu đoàn 396 Trung đoàn pháo cao xạ 367 Đại đào pháo binh 351
Tháng 8.1954, Phó ban tác huấn Đại đoàn pháo cao xạ 367 Bộ Tư lệnh pháo binh.
Tháng 2 năm 1955, ông lần lượt giữ các chức vụ tham mưu phó, tham mưu trưởng, trung đoàn phó Trung đoàn pháo cao xạ 685 Đại đoàn cao xạ 367 Bộ Tư lệnh pháo binh
Tháng 10.1955, đi học Trường Văn hóa Bộ Tổng Tư lệnh
Tháng 1.1957, được cử đi học cao xạ tại Trung Quốc
Tháng 4.1958, trưởng Ban cao xạ Trường sĩ quan Pháo binh
Tháng 6.1961, là phó phòng rồi trưởng phòng huấn luyện Trường sĩ quan Pháo binh
Tháng 8.1964, trung đoàn trưởng Trung đoàn pháo cao xạ 218 Quân chủng Phòng không Không quân
Tháng 5 năm 1965, ông được cử giữ chức vụ trưởng Phòng Tác chiến Quân chủng Phòng không Không quân
Tháng 5.1968, tham mưu trưởng Sư đoàn Phòng không 365 Quân chủng Phòng không Không quân
Tháng 2.1969, tham mưu phó tác chiến Bộ Tư lệnh 559
Tháng 7.1970, tham mưu trưởng cao xạ Bộ Tư lệnh 559
Tháng 7.1971, Tư lệnh Sư đoàn 472 Bộ Tư lệnh 559
Tháng 8.1973, Trưởng đoàn nghiên cứu viết tổng kết chiến tranh (Tiểu đoàn 100) Quân chủng Phòng không Không quân
Tháng 4.1975, đại diện Quân chủng Phòng không Không quân tại Bộ chỉ huy Chiến dịch Hồ Chí Minh. 
Tháng 2 năm 1977, ông về làm giáo viên tại Học viện Quân sự cấp cao
Tháng 9.1983, Phó Chủ nhiệm Khoa Chiến dịch Học viện Quân sự cấp cao
Tháng 5.1985, làm nghiên cứu sinh Tiến sĩ tại Học viện Quân sự cấp cao
Tháng 8.1988, trưởng Phòng huấn luyện Học viện Quân sự cấp cao
Tháng 10 năm 1995, ông nghỉ hưu.
Thiếu tướng (6.1988).
Phó Giáo sư (1991)

## Khen thưởng
• Huân chương Quân công (hạng Nhì, Ba)
• Huân chương Chiến công hạng Nhì
• Huân chương Chiến công giải phóng hạng Ba
• Huân chương Chiến thắng (chống Pháp) hạng Nhì
• Huân chương Kháng chiến chống Mỹ hạng Nhất
• Huân chương Chiến sĩ vẻ vang (hạng Nhất, Nhì, Ba)
• Huy chương Quân kỳ quyết thắng
• Huy chương Vì sự nghiệp Khoa học Công nghệ và Môi trường
• Huy hiệu 50 năm tuổi Đảng. 